# Giao Tiến
Giao Tiến là một xã cũ thuộc huyện Giao Thủy, tỉnh Nam Định, Việt Nam.

## Địa lý
Xã Giao Tiến có vị trí địa lý:
- Phía đông giáp xã Giao Châu và xã Hoành Sơn
- Phía tây và phía bắc giáp huyện Xuân Trường
- Phía nam giáp xã Giao Tân và xã Giao Yến.

Xã Giao Tiến có diện tích 8,74 km², dân số năm 2022 là 18.544 người, mật độ dân số đạt 2.121 người/km²

## Hành chính
Xã Giao Tiến được chia thành 3 hợp tác xã: Hùng Tiến, Quyết Thắng, Quyết Tiến.

## Lịch sử
Ngày 28 tháng 3 năm 1969, Bộ trưởng Bộ Nội vụ ban hành Quyết định số 164/QĐ-NV về việc thành lập xã Giao Tiến trên cơ sở 3 xã: Giao Tiến (cũ), Giao Hùng, Giao Thắng.
Nguyên nơi đây trước kia được gọi là làng Hoành Nha, hình thành từ thế kỷ 15. Theo quyển "Hòe Nhai Lục", một tư liệu địa phương, thì khởi thủy làng Hoành Nha do Nguyễn Khải (còn gọi là cụ biểu Khải), tự là Thịnh Công, người gốc Hòe Nhai (Bắc thành Thăng Long, nay ở Hà Nội vẫn còn một con phố tên Hòe Nhai), chiêu mộ dân tán đương thời xuống vùng biển Sơn Nam Hạ, lập ấp, lấy tên cũ đặt cho ấp mới là ấp Hoè Nhai, huyện Giao Thủy, thuộc phủ Thiên Trường, trấn Sơn Nam vào khoảng niên hiệu Diên Ninh năm thứ III (1456). Sau đó, Hoàng Công, tự Võ Tâm, cũng chiêu dân xuống lập ấp, lập nghiệp nơi đây cùng họ Nguyễn vào khoảng niên hiệu Hồng Đức thứ 23(1492).
Cương vực ban đầu của ấp Hoè Nhai ở tả ngạn sông Nhị Hà (sông Hồng) phía lưu vực cửa Hà Lạn. Đông Bắc giáp ấp Dương Liễu (Thái Bình) liên hệ gián cách nhau bằng dòng chảy qua cồn bãi biển bằng cầu nhỏ, buộc lại bằng vài ba chiếc lạt. Sau này mang tên cửa Ba Lạt, Bắc và Tây Bắc đối ngạn sông Nhị Hà là ấp Trà Lũ. Đông, Nam còn lại là bãi bùn sình lầy, bờ biển vịnh Bắc Bộ. Ấp Hoè Nhai ở vào khoảng thị trấn Ngô Đồng ngày nay.
Việc hình thành làng ấp diễn ra hàng thế kỉ. Các dòng họ khác tiếp tục xuống gia nhập ấp Hoè Nhai như các họ: Họ Vũ (ba họ), Cao, Hoàng, Phạm thôn Thượng, Lê, Mai, Hoàng thôn Chính, Phạm thôn Trung… đều trải qua nhiều năm nhiều thế hệ khai hoang lấn biển, làm thủy lợi ổn định chỗ ở, phát triển sản xuất. Xây dựng mọi mặt thành một xã hội hoàn chỉnh ở ven biển, kiểu một công xã nông thôn ngày trước. Nhưng quá trình xây dựng làng ấp nơi đất mới ở cửa sông dẫn ra biển chưa ổn định bị sụt lở.
Khoảng năm đầu niên hiệu Dương Hoà (1635) lúc đó đã chuyển dần một số công trình cố định vào một bộ phận dân cư lùi xuống phía cửa biển Hà Lạn tiếp tục khai khẩn thêm ruộng đất, xây dựng làng ấp.
Năm Chiêu Thống nguyên niên 1787 vào ngày 15 tháng Tám âm lịch gặp trận bão lũ lớn, ấp Hoè Nhai bị cuốn trôi. Các tộc trưởng trong làng phải chiêu hồi các dân lưu tán và chuyển theo hướng cửa Hà Lạn (khu Cựu Thượng) ngày nay. Như vậy Hoè Nhai từ tả ngạn sông Hồng đã chuyển qua Hữu Ngạn và đổi tên là xã Hoành Nha. Về sau các xã kế cận đều lấy chữ Hoành đặt tên chữ đầu cho xã. Câu Nan Chân (Nam trực) thất cổ, Giao Thủy lục Hoành có từ đó.
Do nhiều năm chiến tranh, loạn lạc, địa bàn dân cư thay đổi nhiều lần. Mãi tới năm Gia Long thứ II (1803) mới xác định điền bạ (khảo điền), kéo dài 12 năm (1816) mới hoàn thành. Cương vực xã Hoành Nha lúc đó cơ bản là địa lý xã Giao Tiến hiện tại.
Tính đến ngày 31/12/2022, xã Giao Tiến có 8,74 km² diện tích tự nhiên và dân số quy đổi là 18.544 người.
Ngày 23 tháng 7 năm 2024, Ủy ban Thường vụ Quốc hội ban hành Nghị quyết số 1104/NQ-UBTVQH15 (nghị quyết có hiệu lực từ ngày 1 tháng 9 năm 2024). về việc thành lập thị trấn Giao Thuỷ trên cơ sở toàn bộ diện tích tự nhiên là 8,74 km² và quy mô dân số là 18.544 người của xã Giao Tiến.

## Kinh tế - xã hội
Giao Tiến là một xã thuần nông nghiệp, không có các ngành nghề truyền thống. Nền kinh tế tự cung tự cấp, phát triển theo hướng tự phát của từng gia đình. Chủ yếu là kinh tế nhỏ lẻ, chưa có sự liên minh với nhau.
Giáo dục
Xã hiện có: Trường Mầm non với 3 khu: khu A, khu B và khu C đều dã được công nhận đạt chuẩn Quốc gia, xanh sạch đẹp. Có 3 trường cấp I dã được công nhận đạt chuẩn Quốc gia mức độ 2, xanh sạch đẹp và 1 trường trung học cơ sở Giao Tiến cũng đã được công nhận đạt chuẩn quốc gia năm 2005, xanh sạch đẹp.
Y tế
Hệ thống y tế phát triển mạnh mẽ, trạm y tế đã có bác sĩ làm việc.
Đặc sản
Đặc sản của địa phương này là nem nắm (nem thính), được nhiều nơi biết đến với cái tên nem Giao Tiến hoặc nem Giao Thủy.
Nem được làm từ thịt nạc còn tươi của Lợn, cùng với bì Lợn thái nhỏ, thính, Tỏi và một số gia vị, đem nắm lại và xung quanh được bao bọc bởi lá Sung hay Đinh Lăng.
Sau đó cũng được gói lại bằng lá dong Nam, khi ăn kết hợp với lá Sung hoặc Đinh lăng, chấm bằng nước mắm ngon tạo ra hương vị ngon và độ bùi ngậy đặc biệt.
Đặc sản tiếp theo ở Giao Tiến là bánh gai, bánh chông, bánh thuẫn.

## Văn hóa
- Đình thờ Thành hoàng thờ Cửa Ngòi Đại Vương hoặc Đà Giang tôn thần, được xây dựng bằng gỗ cuối thế kỉ 16 và được trùng tu giữ thế kỷ 20, tọa lạc tại thôn Chính, thôn Thượng, thôn Trung.
- Các ngôi chùa cổ tại thôn Chính và thôn Thượng. Năm 1995 Các khu Đền, Chùa đã được Bộ văn hóa thông tin cấp bằng khu di tích lịch sử văn hóa.
- Dựa vào Đinh tế 2 năm 1 lần (vào năm chẵn) mở hội toàn xã, vào ngày 14, 15 tháng giêng (tết nguyên đán) làm lễ rước thần quy mô: Rước thần Hoàng 03 miếu, tổ của các họ quy về một địa điểm, thường ở miếu Trung, miếu Thượng hoặc miếu Chính hoặc đình Giữa hoặc đình Chợ. Thời gian mở hội thường 5 – 7 ngày có các nghi thức kèm theo như: Chèo hát, Cờ người, Đấu vật, bơi Trải, thi Võ, nấu cơm, yến lão,... Từ sau Cách mạng tháng 8 bỏ lễ hội, đến năm 1995 mới được khôi phục lại.

## Danh nhân
- Cố nghệ nhân Hoàng Tiến Đạt: Nghệ nhân bàn tay vàng, người vẽ và thực hiện đục bức bình phong "Dựng nước và giữ nước" được trưng bày tại bảo tàng Hồ Chí Minh Hà Nội.
- Ông Phạm Hồng Hà: UV Trung ương Đảng, Bộ trưởng Bộ Xây dựng.
- Ông Trịnh Xuân Trường: Chủ tịch UBND tỉnh Lào Cai.
- Nhà giáo ưu tú Vũ Đức Thứ: Nguyên hiệu trưởng trường THPT Chuyên Lê Hồng Phong Nam Định.
- Nhà giáo ưu tú Hoàng Thị Kim Thanh: Nguyên hiệu trưởng trường THPT Chuyên Xuân Trường Nam Định.
- Thiếu tướng Lê Huy Mai: Nguyên Phó Tổng thanh tra Quân đội NDVN
- Trung tướng GS-TS Mai Hồng Bàng: Giám đốc Bệnh viện Trung ương Quân đội 108.
- PGS-TS Lê Quốc Doanh: Thứ trưởng Bộ NN&PTNT.
- GS-TS Nguyễn Văn Thường: Giám đốc Bệnh viện da liễu Trung ương.
- GS.TS Lê Huy Hàm: Viện trưởng viện Di Truyền Nông nghiệp.
- GS.TS Lê Khánh Phồn: Nhà giáo nhân dân, Đại Học Mỏ.
- Ông Cao Tường Huy: Phó Chủ tịch UBND tỉnh Quảng Ninh.